# Октябрь 2006 года

Список событий октября 2006 года.

## События
- 2 октября
  - Грузия освободила арестованных российских офицеров[1].
  - Нобелевская премия по медицине за 2006 год присуждена Эндрю Файеру и Крейгу Мелло[2].
  - Произошла стрельба в школе в Пенсильвании (США). Погибли 5 учениц и стрелок, 5 ранены.
- 3 октября — нобелевская премия по физике за 2006 год присуждена Джону Мэтеру и Джорджу Смуту[3].
- 3—4 октября — III форум приграничных регионов Казахстана и России (Уральск, Казахстан)[4].
- 4 октября — Нобелевская премия по химии за 2006 год присуждена Роджеру Корнбергу[5].
- 7 октября — в Москве в подъезде своего дома убита обозреватель «Новой газеты» журналист Анна Политковская.
- 8 октября — второй Единый день голосования.
- 9 октября
  - Первое испытание Северной Кореей ядерного оружия.
  - В автокатастрофе в Аргентине погибли 12 человек в том числе 10 школьников, 33 пострадали[6].
- 10 октября
  - Начало работы социальной сети ВКонтакте.
  - Президент РФ Владимир Путин и федеральный канцлер ФРГ Ангела Меркель открыли в Дрездене памятник Фёдору Михайловичу Достоевскому работы народного художника России Александра Рукавишникова.
  - При посаде в норвежском аэропорту Стур произошла катастрофа самолёта BAe 146 компании Atlantic Airways, погибли 4 человека.
- 11 октября
  - Русская Википедия стала самой цитируемой энциклопедией в Рунете[7].
  - Во Франции произошла крупная железнодорожная катастрофа[8].
- 12 октября — в дом в Нью-Йорке врезался самолёт, в котором находился бейсболист Кори Лайдл.
- 13 октября — россиянин Владимир Крамник был провозглашён абсолютным чемпионом мира по шахматам после победы в матче над болгарином Веселином Топаловым. Этим был положен конец расколу шахматного мира, произошедшему за 13 лет до этого (в 1993).
- 15 октября
  - Всеобщие выборы в Эквадоре.
  - Пьяный водитель врезался в толпу курсантов в Рязанской области: погибли 6 курсантов, 14 пострадали[9].
  - Провозглашение «Исламского государства Ирак» (ИГИ).
- 17 октября — официально подтверждено получение 118-го элемента[10].
- 22 октября — немецкий гонщик Михаэль Шумахер завершил профессиональную карьеру.
- 24 октября
  - Внешторгбанк и Внешторгбанк 24 были переименованы в ВТБ и ВТБ-24.
  - Российский нападающий «Баффало Сейбрз» Максим Афиногенов признан лучшим игроком недели в НХЛ.
  - Стартовал очередной сезон баскетбольной Евролиги 2006/2007.
- 29 октября — в Абудже произошла катастрофа самолёта Boeing 737-200 компании ADC Airlines, погибли 96 человек.
- 30 октября — российский нападающий «Атланта Трэшерз» Илья Ковальчук признан лучшим игроком недели в НХЛ.
- 31 октября — в Японии стартовал женский чемпионат мира по волейболу.